# 尤格人
尤格人（俄语：юги，转写：yugi）是俄罗斯的一个少数民族，是西伯利亚叶尼塞河中游的原住民族，生活范围大致在今克拉斯諾亞爾斯克邊疆區叶尼塞斯克区至图鲁汉斯克区一带。根据2010年俄罗斯人口普查，当时活着的尤格人只剩下1位(在2020年人口增至7人)。
“尤格”来自于凯特人对他们的称呼/juɣ/（复数/juɣɨn/）。17世纪的俄国官方资料称他们为久坎（дюканы，转写：dyukany），来自于埃文基人对他们的称呼/dʲukun/（或/dʲukul/）。他们自称卡纳斯凯特（/kʌnaskɛt/，复数/kʌnɟɛŋ/），意思是“光之人”。:1-2:xii
尤格人在19世纪中叶以后多被视为凯特人的一支，有时被称为“瑟姆凯特人”（或“奥斯恰克人”），以区别于凯特人本部。尤格人和凯特人有许多相似之处：他们是北亚最晚从事食物生产的民族之一，在20世纪30年代以前都以渔猎采集为生；尤格语与凯特语较为亲近，同属叶尼塞语系。但两个族群用不同的称呼区分彼此（尤格人称凯特人为“下游的人”），鄂温克人也不将两者混称；尤格语和凯特语直接交流有困难。20世纪70年代以来，随着对神话和语言的更深入研究，学界逐渐将尤格人视为一个独立的族群。:1-4:xiv
据推测，尤格人在古代是叶尼塞河中游流域针叶林的原住民，可能跟尤皮克人有关，“尤格”一词或与尤皮克语中的yuk（意思是“人”）同源。凯特人进入该地区后，两个族群曾经有过敌对关系，后来尤格人逐渐“凯特化”，接受了凯特人的语言。:xiv,26
尤格人历史上的活动范围可能南至安加拉河口（今叶尼塞斯克），北至石泉通古斯河，西至鄂毕河支流克季河流域。20世纪30年代以后，尤格人的定居点缩小至叶尼塞河畔的两个村庄：近瑟姆河口的亚尔采沃，和近杜布切斯河口的沃罗戈沃。20世纪70年代，当地老人在日常生活中仍使用尤格语。90年代，能流利使用尤格语的老人已全部去世。:3-4,303-304:xxvii,xxviii
在20世纪的人口普查中，尤格人被视作凯特人的一部分，不单独统计。2002年俄罗斯人口普查中，尤格人人口为19；但克拉斯諾亞爾斯克方面认为此数字过高，因为在该区范围内只有3名尤格人。2010年普查中，尤格人人口降至1。

## 注解
1. ↑  “奥斯恰克”是俄罗斯征服者对西西伯利亚针叶林的非突厥民族的混称，如“奥斯恰克人”（汉特人）、“萨莫耶德奥斯恰克人”（塞尔库普人）、“叶尼塞奥斯恰克人”（凯特人和尤格人的合称）。[4]:xii